# WWE New Year's Revolution
WWE New Year's Revolution est le nom d'un évènement de catch (lutte professionnelle) tenu par la World Wrestling Entertainment au début du mois de janvier, et dont le titre reprend le nom New year's resolution ("Résolutions du Nouvel-An"). L'évènement, qui n'est pas régulier dans le calendrier évènementiel de la structure américaine, était exclusif à la division Raw entre 2005 et 2007, et à la division SmackDown en 2024. Il n'a pas de gimmick particulier, se contentant de poursuivre les storylines et rivalités en cours, ainsi que de les conduire au gros évènement de la fin janvier, le Royal Rumble.

## 2005
- William Regal et Eugene (c) battent Christian et Tyson Tomko pour conserver le Championnat WWE par équipe (12:22)
  - Eugene fait le tombé sur Tyson Tomko avec un School Boy.
- Trish Stratus bat Lita (c) pour remporter le Championnat Féminin de la WWE (03:46)
  - Trish Stratus exécute son Chick Kick sur Lita pour remporter le match.
- Shelton Benjamin (c) def Maven Huffman pour conserver le  Championnat Intercontinental (06:08)
  - Shelton Benjamin a fait le tombé sur Maven après un T-Bone Suplex.
- Muhammad Hassan (avec Daivari) bat Jerry Lawler (avec Jim Ross) (10:51)
  - Muhammad Hassan porte son Complete Shot pour remporter le match.
- Kane bat Snitsky (11:38)
  - Kane a fait le tombé après un Tombstone piledriver sur Snitsky
- Triple H battit Edge, Chris Benoit, Chris Jericho, Batista et Randy Orton dans un combat Elimination Chamber (avec Shawn Michaels comme arbitre spécial) pour remporter le Championnat du Monde poids lourds (35:02)

| Élimination # | Lutteur       | Entrée | Éliminé par   | Manière                                 |
| ------------- | ------------- | ------ | ------------- | --------------------------------------- |
| 1             | Edge          | 4      | Chris Jericho | Sweet Chin Music et Lionsault.          |
| 2             | Chris Benoit  | 1      | Batista       | Spinebuster et Spinebuster sur Jericho. |
| 3             | Chris Jericho | 2      | Batista       | Batista Bomb.                           |
| 4             | Batista       | 6      | Randy Orton   | Low-blow et RKO.                        |
| 5             | Randy Orton   | 5      | Triple H      | Pedigree.                               |
| Vainqueur     | Triple H      | 3      |               |                                         |

## 2006
New Year's Revolution 2006 s'est déroulé le 8 janvier 2006 en Albany, dans l'état de New York.
- Ric Flair (c) bat Edge par DQ pour conserver le titre de Champion intercontinental  (7:17)
  - Edge est disqualifié après avoir frappé Ric Flair avec la mallette.
  - Edge était accompagné par Lita.
- Trish Stratus (c) bat Mickie James pour conserver le Championnat féminin (7:18)
  - Trish Stratus a fait le tombé sur Mickie James après un Chick Kick.
- Jerry Lawler bat Gregory Helms (9:32)
  - Jerry Lawler a fait le tomber sur Helms après un Diving fist drop
- Triple H bat Big Show (16:11)
  - Triple H a fait le tombé sur Big Show après un coup de masse à la tête suivi de son Pedigree.
- Shelton Benjamin bat Viscera (7:48)
  - Shelton était accompagné de sa mère (kayfabe) : Théa Vidale.
- Ashley Massaro bat Maria Kanellis, Torrie Wilson, Victoria et Candice Michelle dans le premier match « Soutien-gorge et culotte » de type Gauntlet (11:01)
  - Maria Kanellis déshabille Candice Michelle
  - Maria Kanellis déshabille Torrie Wilson
  - Victoria déshabille Maria Kanellis
  - Ashley enlève le bas de Victoria. La Fabulous Moolah et Mae Young lui ont au préalable enlevé le haut.
  - Après le match, Ashley Massaro s'est elle-même dévêtue.

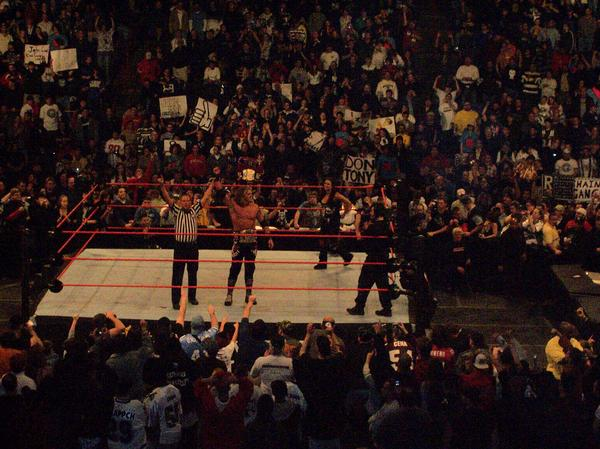
Edge après avoir remporté le titre de Champion de la WWE.

- John Cena (c) bat Kurt Angle, Chris Masters, Carlito, Shawn Michaels et Kane dans un combat Elimination Chamber pour conserver le Championnat de la WWE (28:25)

| Élimination # | Lutteur        | Entrée | Éliminé par              | Manière            |
| ------------- | -------------- | ------ | ------------------------ | ------------------ |
| 1             | Kurt Angle     | 4      | Shawn Michaels           | Sweet Chin Music   |
| 2             | Kane           | 6      | Carlito et Chris Masters | Double DDT         |
| 3             | Shawn Michaels | 1      | Carlito                  | Neckbreaker        |
| 4             | Chris Masters  | 5      | Carlito                  | Low-Blow & Roll-up |
| 5             | Carlito        | 3      | John Cena                | Roll up            |
| Vainqueur     | John Cena      | 2      |                          |                    |
- Edge bat John Cena (c) dans un combat surprise pour remporter le Championnat de la WWE (1:46)
  - Edge a utilisé sa mallette du Money in the Bank pour s'adjuger son opportunité.
  - Edge a effectué le tombé sur Cena, alors en sang, après lui avoir porté par deux fois sa prise de finition, le spear.

## 2007
- Vladimir Kozlov bat Eugene
- Jeff Hardy (c) bat Johnny Nitro dans un combat en cage pour conserver le Championnat Intercontinental (14:50)
- Cyme Time (JTG & Shad Gaspard) battent les Highlanders (Robbie & Rory McAllister), la World's Greatest Tag-Team (Shelton Benjamin & Charlie Haas), Jim Duggan & Super Crazy puis Lance Cade & Trevor Murdoch dans un Tournoi par équipes (19:03)
  - Shelton Benjamin porte le tombé sur Robbie après un Superplex
  - Charlie Haas porte le tombé sur Super Crazy avec un Bridging back suplex
  - Murdoch porte le tombé sur Charlie Haas
  - Shad Gaspard porte le tombé sur Murdoch après le G9 pour remporter le tournoi, et une chance au championnat mondial par équipe.
- Kenny Dykstra bat Ric Flair (10:02)
  - Kenny Dykstra a fait le tomber sur Ric Flair après un Low blow suivi d'un Inside Cradle sur Ric Flair.
- Mickie James (c) bat Victoria pour conserver le Championnat féminin de la WWE (6:50)
  - Mickie James a fait le tombé sur Victoria après un Tornado DDT.
  - Pendant le match, Melina Perez est intervenue en faveur de Victoria, mais Maria Kanellis et Candice Michelle l'empêchent d'agir.
- Rated-RKO (Edge & Randy Orton) (c) contre D-Generation X (Triple H & Shawn Michaels) pour le Championnat WWE par équipe : No Contest (23:20)
  - À la moitié du match, Edge domine HHH et s'attaque particulièrement à ses jambes. Pendant quelques minutes, HBK est au centre du ring pendant que la Rated-RKO alterne la frappe sur le texan, ce qui le fera saigner du front. Triple H revient au ring et porte un spinebuster, se blessant au passage le muscle quadriceps fémoral (l'arbitre ayant effectué le signe en croix) et imposant aux catcheurs d'improviser sans lui ("The show must go on"), HBK place un Sweet Chin Music, tandis que les RKO et spear de leurs adversaires seront esquivés. HHH, pourtant blessé, refuse de se coucher et se relève, forçant un Shawn inquiet de l'état de son coéquipier, à finir le combat rapidement. Pour ce faire, il attaque l'arbitre pour pouvoir prendre des chaises, s'acharnant sur ses adversaires avec, faisant saigner abondamment Orton. La DX place ensuite les champions par équipe sur les tables des commentateurs : HHH fait son pedigree sur Edge sur la table, puis fait signe à son partenaire alors sur la 3e corde. Shawn se lance du coin en descente du coude plongée sur Orton, faisant au passage s'écrouler la table. Après ça, ils célèbrent la destruction de la Rated-RKO . Durant tout le passage à tabac de la Rated-RKO personne n'est intervenu, ce qui avait été le cas pour le passage à tabac effectué par la Rated-RKO sur DX durant le RAW du 18 septembre 2006. Pendant que des médecins viennent placer une attelle au genou de HHH et voir l'état d'Edge et de Randy Orton, ceux-ci restent quand même champions par équipe.
- Chris Masters bat Carlito Colon (5:55)
  - Chris Masters a fait le tombé sur Carlito en s'aidant illégalement de sa tenue.
  - Carlito était accompagné de Torrie Wilson.
- John Cena (c) bat Umaga pour conserver le Championnat de la WWE (17:20)
  - Umaga était alors accompagné par son manager, Armando Estrada.

## 2024
- Gable Steveson bat Cedric Alexander
- Kevin Owens bat Santos Escobar pour devenir l'aspirant n°1 au titre de Champion des États-Unis.
  - Ce match est la finale d'un tournoi commencé deux épisodes de SmackDown plus tôt.
  - Cette victoire donne à Kevin Owens le droit d'affronter le streamer américain Logan Paul lors du Royal Rumble 2024.
- Iyo Sky (c) bat Mia Yim pour conserver le Championnat féminin de la WWE
- British Strong Style (Pete Dunne et Tyler Bate) battent Pretty Deadly (Elton Prince and Kit Wilson)
- Randy Orton contre AJ Styles contre LA Knight se termine par No-Contest à la suite d'une intervention du Bloodline.
  - Le match devait déterminer l'aspirant n°1 au titre de Champion Universel Indisputé, alors détenu par Roman Reigns, le leader de Bloodline.
  - Nick Aldis, le Manager Général de SmackDown, a puni l'intervention du Bloodline en reportant le combat au Royal Rumble 2024, en incluant Reigns dans le match, et en mettant la ceinture de celui-ci en jeu. Un combat entre les quatre, pour le titre indisputé et en un seul tombé, aura donc lieu lors du Royal Rumble 2024

- Bianca Belair bat Chelsea Green
- Rhea Ripley (c) bat Ivy Nile pour conserver le Championnat féminin mondial de la WWE.
- Drew McIntyre bat Ricochet

## Faits notables
- Shelton Benjamin est invaincu dans cet évènement (2-0), mais n'est pas réapparu dans l"édition 2024, alors réservée à la branche SmackDown. Il était pourtant toujours en contrat avec la WWE, mais membre de Raw.
- Trish Stratus est invaincue dans cet évènement (2-0), mais n'est pas réapparue dans l'édition 2024.
- Contrairement aux autres éditions, l'édition 2024 n'était pas un PPV, mais le 1272ème épisode de Friday Night's SmackDown.
- Randy Orton a participé à toutes les éditions de New Year's Revolution... sauf l'édition 2006.
- Carlito Colon, présent dans les éditions 2006 et 2007, était absent de l'édition 2024 alors qu'il était pourtant toujours en contrat avec la WWE et membre de la branche SmackDown.